# Palais Réntis
Le Palais Réntis (grec moderne : Μέγαρο Ρέντη) est un palais situé dans le centre-ville d'Athènes, en Grèce.

## Emplacement
L'édifice est situé au croisement de l'avenue Vasilíssis Sofías (grec moderne : Λεωφόρος Βασιλίσσης Σοφίας) et de la rue Mérlin (Οδός Μέρλιν), dans le centre-ville d'Athènes.

## Histoire et description
Construit en 1928, selon des plans établis par Vassílios Tsagrís (el), pour le compte du diplomate et homme politique grec, Konstantínos Réntis (el), ce palais d'architecture éclectique est la propriété, depuis 2005, de la Fondation Theocharákis, qui en fait usage en tant que lieu d'expositions et d'événements d'art et de culture,.